# Tacares
Tacares es un distrito del cantón de Grecia, en la provincia de Alajuela, de Costa Rica.

## Geografía
Tacares cuenta con un área de 24,9 km² y una altitud media de 800 m s. n. m.

## Demografía
Para el año 2022, Tacares cuenta con una población estimada de 10 125 habitantes, y para el último censo efectuado, en 2011, Tacares contaba con una población de 7963 habitantes.

## Localidades
- Barrios: Pinto.
- Poblados: Bodegas, Cataluña, Cerdas, Delicias (parte), Flores, Guayabal (parte), Pilas, Planta, Porvenir, Yoses.

## Transporte

### Carreteras
Al distrito lo atraviesan las siguientes rutas nacionales de carretera:
- Ruta nacional 1
- Ruta nacional 118
- Ruta nacional 717
- Ruta nacional 722